# مطار بليز دياغني الدولي

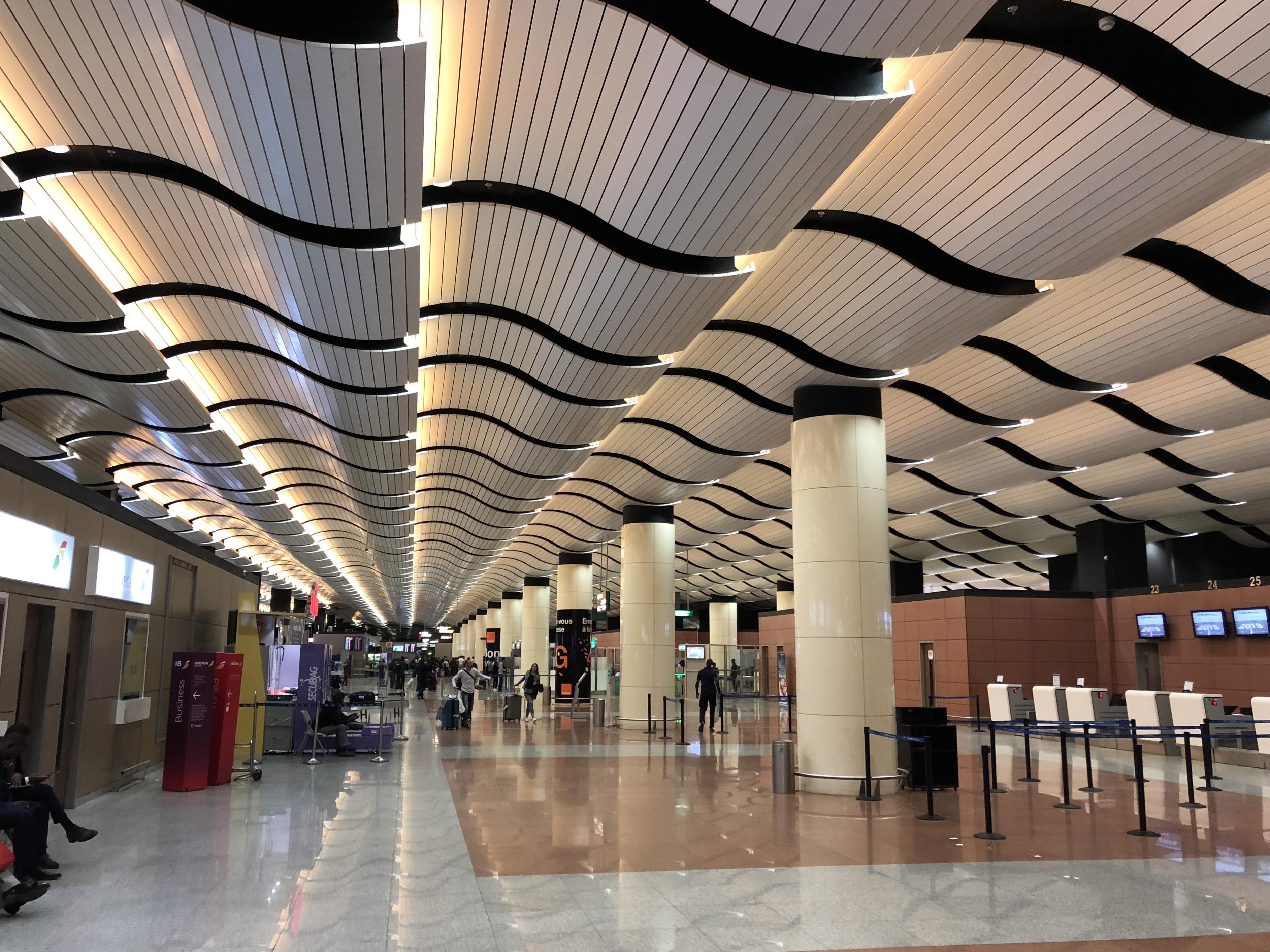
مطار بليز دياغني الدولي

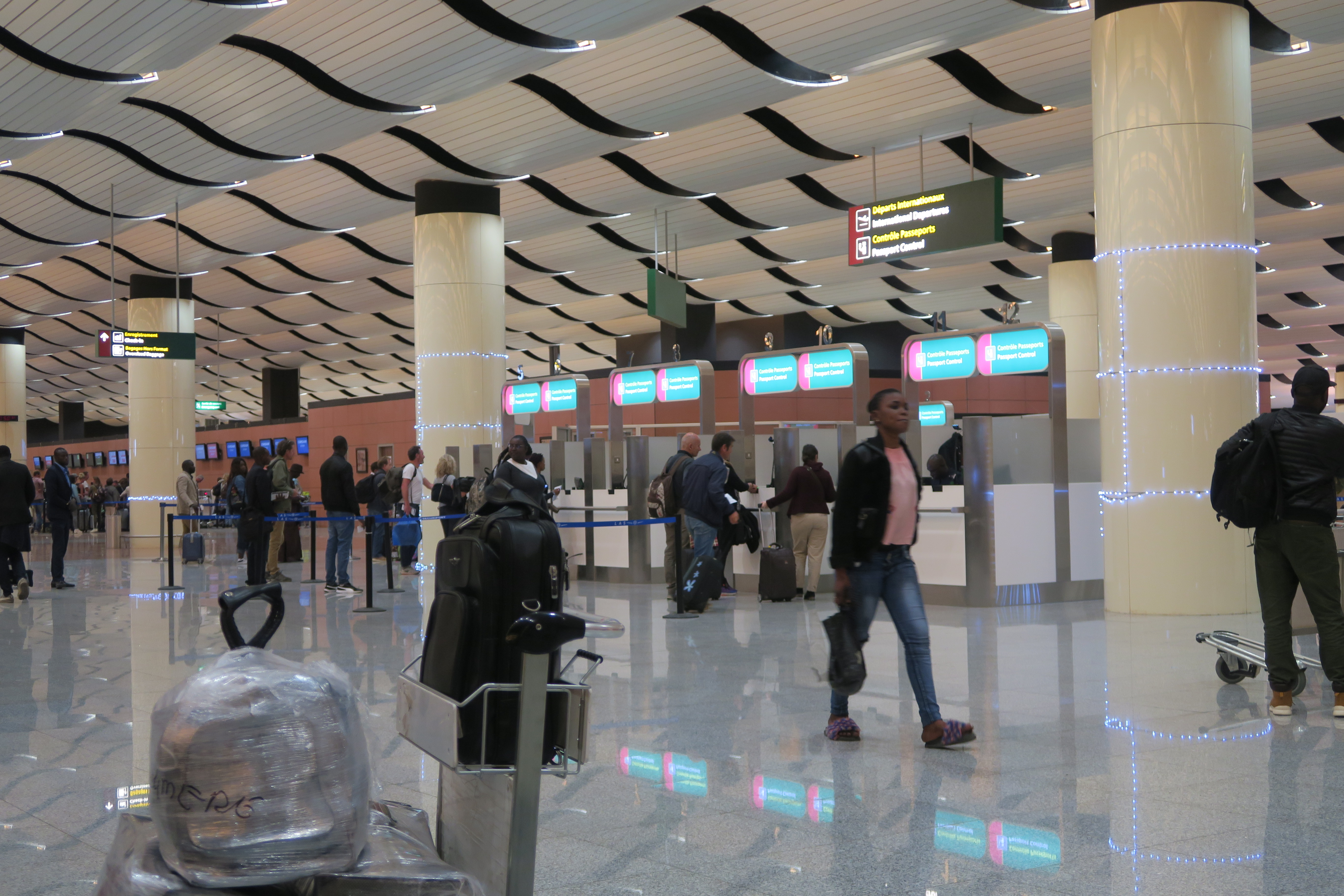
مطار بليز دياغني الدولي

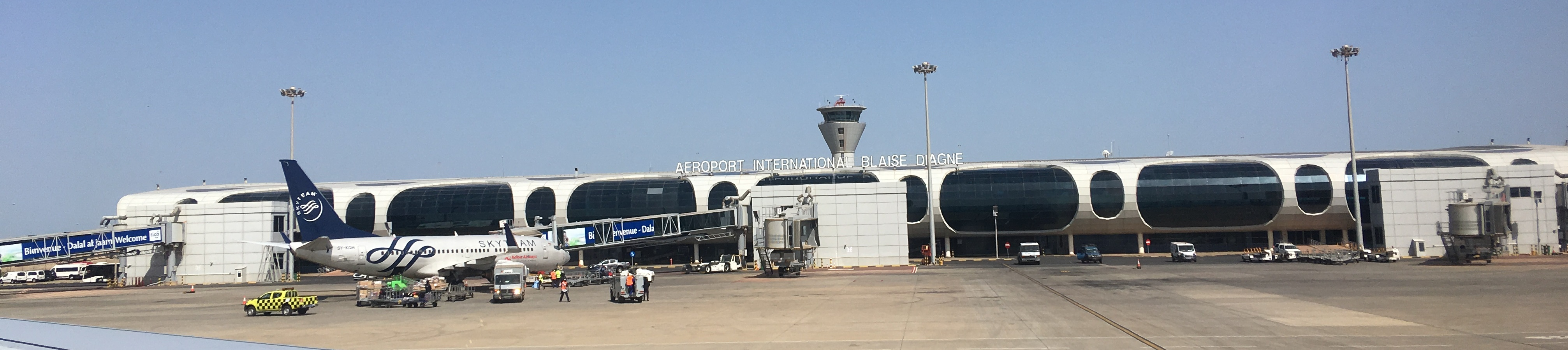
مطار بليز دياغني الدولي

مطار بليز دياغني الدولي (بالفرنسية: Aéroport international Blaise Diagne)(إياتا: DSS، إيكاو: GOBD) هو مطار دولي، يقع على بعد حوالي 40 كلم من داكار عاصمة السنغال. ويعتبر بمثابة المطار الجديد للعاصمة داكار، وجاء لتعويض مطار ليوبولد سيدار سنغور الدولي الذي أصبح صغيرا جدا ولايستوعب الطلب المتزايد للرحلات الجوية من وإلى السنغال.
إفتتح المطار رسمياً للرحلات الجوية التجارية في 7 دجنبر 2017.

## تاريخ
حددت مدة بناء المطار في 30 شهر، وتأخر موعد انتهاء بناء المطار عدة مرات، وكان من المتوقع أصلا أن يكون المطار جاهزا في نهاية عام 2011، وتم تأجيله إلى نهاية 2014، لكنه لم يفتح أبداً إلى نهاية 2017. والمطار باستطاعته إستقبال طائرات من حجم إيرباص إيه 380. إرتفعت تكاليف البناء حتى وصلت 566 مليون يورو، منها 400 مليون يورو قدمت من مجموعة بن لادن السعودية.

## شركات الطيران

### الركاب
| شركـات طيـران           | الوجهات |
| ----------------------- | --- |
| الخطوط الجوية الجزائرية | مطار هواري بومدين الدولي |
| بوركينا للطيران         | مطار باماكو موديبو كيتا الدولي، مطار واغادوغو |
| إير كوت ديفوار          | مطار أبيدجان الدولي، مطار باماكو موديبو كيتا الدولي، مطار أوزفالدو فييرا الدولي، مطار كوناكري الدولي |
| الخطوط الجوية الفرنسية  | مطار باريس شارل ديغول |
| الخطوط الجوية السنغالية | مطار أبيدجان الدولي، مطار باماكو موديبو كيتا الدولي، مطار بانجول الدولي، مطار برشلونة الدولي، مطار أوزفالدو فييرا الدولي، Cap Skirring ‏، مطار محمد الخامس الدولي، مطار كوناكري الدولي، مطار كوتونو، مطار دوالا الدولي، مطار فريتاون الدولي، مطار ليون مبا الدولي، مطار ليون سانت إكسوبيري، مطار مارسيليا، مطار مالبينسا، مطار جون إف كينيدي الدولي، مطار نواكشوط الدولي، مطار باريس شارل ديغول، مطار نيلسون مانديلا الدولي، مطار زيغينشور |
| AlbaStar                | مطار أوريو أل سيريو |
| أسكاي                   | مطار أبيدجان الدولي، مطار أوزفالدو فييرا الدولي، مطار لومي، مطار نيلسون مانديلا الدولي |
| بينتر كنارياس           | مطار غران كناريا |
| خطوط بروكسل الجوية      | مطار بانجول الدولي، مطار بروكسل الدولي، مطار كوناكري الدولي |
| سيبا إنتركونتيننتال     | مطار كوتونو، مطار مالابو |
| خطوط دلتا الجوية        | مطار جون إف كينيدي الدولي |
| طيران الإمارات          | مطار دبي الدولي |
| الخطوط الجوية الإثيوبية | مطار أديس أبابا بولي الدولي، مطار باماكو موديبو كيتا الدولي |
| طيران ناس               | موسمي: مطار الأمير محمد بن عبد العزيز الدولي |
| أيبيريا (شركة طيران)    | مطار مدريد باراخاس الدولي |
| الخطوط الجوية الكينية   | مطار أبيدجان الدولي، مطار كوتوكا الدولي، مطار جومو كينياتا الدولي |
| لوكس إير                | موسمي: مطار لوكسمبورغ |
| الموريتانية للطيران     | مطار أبيدجان الدولي، مطار باماكو موديبو كيتا الدولي، مطار كوناكري الدولي، مطار فريتاون الدولي، مطار نواكشوط الدولي |
| نيوس (شركة طيران)       | مطار مالبينسا موسمي: مطار ليوناردو دا فينشي، Verona |
| الخطوط الملكية المغربية | مطار محمد الخامس الدولي |
| تاب برتغال              | مطار لشبونة |
| Transair                | مطار بانجول الدولي، مطار أوزفالدو فييرا الدولي، Cap Skirring ‏، مطار كوناكري الدولي، مطار فريتاون الدولي، Kolda، مطار نيلسون مانديلا الدولي، مطار زيغينشور عارض: Kédougou، Tambacounda |
| ترانسافيا               | مطار مارسيليا موسمي: مطار بوردو ميرينياك (تبدأ في 31 أكتوبر 2023)، مطار ليون سانت إكسوبيري، مطار باريس أورلي، مطار تولوز بلانياك (تبدأ في 29 أكتوبر 2023) |
| توي للطيران             | موسمي: مطار غاتويك |
| توي فلاي بلجيكا         | مطار بروكسل الدولي |
| توي فلاي ألمانيا        | مطار دوسلدورف الدولي |
| أركي فلاي               | موسمي: مطار سخيبول أمستردام |
| الخطوط التونسية         | مطار كوناكري الدولي، مطار تونس قرطاج الدولي |
| الخطوط الجوية التركية   | مطار إسطنبول الدولي |
| خطوط فيولينغ الجوية     | مطار برشلونة الدولي |

### الشحن
| شركـات طيـران     | الوجهات                                     |
| ----------------- | ------------------------------------------- |
| دي إتش إل للطيران | مطار محمد الخامس الدولي، مطار بروكسل الدولي |
| Magma Aviation    | مطار كليرمون فيران أوفرن                    |

## وصلات خارجية
- الموقع الإلكتروني